# ريتا بافوني
ريتا بافوني (بالإيطالية: Rita Pavone)‏ هي مغنية وممثلة سويسرية وإيطالية، ولدت في 23 أغسطس 1945 في إيطاليا.

## وصلات خارجية
- ريتا بافوني على موقع IMDb (الإنجليزية)
- ريتا بافوني على موقع روتن توميتوز (الإنجليزية)
- ريتا بافوني على موقع مونزينجر (الألمانية)
- ريتا بافوني على موقع ألو سيني (الفرنسية)
- ريتا بافوني على موقع ميوزك برينز (الإنجليزية)
- ريتا بافوني على موقع أول موفي (الإنجليزية)
- ريتا بافوني على موقع قاعدة بيانات الأفلام السويدية (السويدية)
- ريتا بافوني على موقع أول ميوزيك (الإنجليزية)
- ريتا بافوني على موقع ديسكوغز (الإنجليزية)
- ريتا بافوني على موقع قاعدة بيانات الفيلم (الإنجليزية)